# Omar Murillo
José Omar Murillo Angulo (Cali, Valle del Cauca, Colombia, 30 de septiembre de 1981) es un actor de cine y televisión, modelo, cantante, empresario y humorista colombiano, reconocido principalmente por su papel de Samir Porras 'Bola 8' en la telenovela Las detectivas y el Víctor y Osvaldo Ochoa 'Pelambre' en las telenovelas Sin senos no hay paraíso y Sin senos sí hay paraíso. 

## Filmografía

### Televisión
- Los medallistas (2023) — Julio Acosta
- Última hora (2021) — Blancanieves[1]
- Amparo Arrebato[2] (2020)
- Relatos Retorcidos: La Viuda (2019) — Medardo
- La Junta (2019) — Alejo
- El man es Germán (2019) — Samir Porras 'Bola 8'
- Nadie me quita lo bailao (2018) — El Negro Mina
- Pambelé (2017) — Clemente 'El Venado' Roballo
- Sin senos si hay paraíso (2016-2017) — Osvaldo Ochoa 'Pelambre'

- Esmeraldas (2015) — 'El Negro' Juárez
- La selección (2013-2014) — Faustino Asprilla 'El Tino'
- El man es Germán (2010-2012) — Samir Porras 'Bola 8'
- A mano limpia (2010-2011) — Marlon
- Yo no te pido la Luna (2010) — Aechibold
- Las detectivas y el Víctor (2009-2010) — Samir Porras 'Bola 8'
- Sin senos no hay paraíso (2008-2009) — Osvaldo Ochoa 'Pelambre'
- Zorro: la espada y la rosa (2007) — Kamba
- La Tormenta (2005-2006) — Policía
- Pasión de gavilanes (2003-2004) — Amante de Dínora Rosales en vacaciones por Centroamérica

## Reality
- La casa de los famosos Colombia (2024) — Participante[3]
- LOL Colombia (2023) — Participante[4]
- Duro contra el mundo (2022-2023) — Participante[5][6]
- MasterChef Celebrity (2018) — Participante
- Mundos opuestos (2012) — Participante
- También caerás (2000-2014) — Diferentes personajes
- Factor X (2006) — Participante

## Cine
- No me echen ese muerto[7] (2021)
- Embarazada por obra y gracia (2019)
- Pa ¡Por mis hijos lo que sea! (2015) — John
- Carta al niño Dios (2014)

## Premios y nominaciones

### Premios TVyNovelas
| Año  | Categoría                                    | Producción               | Resultado |
| ---- | -------------------------------------------- | ------------------------ | --------- |
| 2018 | Mejor actor de reparto de telenovela o serie | Nadie me quita lo bailao | Nominado  |
| 2015 | Mejor actor de reparto de serie              | La selección             | Nominado  |
| 2014 | Mejor actor protagónico de serie             | La selección             | Nominado  |

### Premios India Catalina
| Año  | Categoría                        | Producción   | Resultado |
| ---- | -------------------------------- | ------------ | --------- |
| 2014 | Mejor actor protagónico de serie | La selección | Ganador   |